# Cantó de Pithiviers
El cantó de Pithiviers és un cantó francès del departament de Loiret, situat al districte de Pithiviers. Té 20 municipis i el cap és Pithiviers.

## Municipis
- Ascoux
- Bondaroy
- Bouilly-en-Gâtinais
- Bouzonville-aux-Bois
- Boynes
- Chilleurs-aux-Bois
- Courcy-aux-Loges
- Dadonville
- Escrennes
- Estouy
- Givraines
- Guigneville
- Laas
- Mareau-aux-Bois
- Marsainvilliers
- Pithiviers
- Pithiviers-le-Vieil
- Santeau
- Vrigny
- Yèvre-la-Ville

## Història
| Data d'elecció                           | Identitat       | Partit                        | Qualitat |
| ---------------------------------------- | --------------- | ----------------------------- | -------- |
| 1945-1948                                | Maurice Criton  | Divers droite                 |          |
| 1948-1973                                | Pierre Charié   | RPF, després UNR, després UDR |          |
| 1973-1979                                | Marcel Piquemal | Divers droite                 |          |
| 1979-1998                                | André Saillard  | UDF-CDS                       |          |
| 1998-2004                                | Claude Laurent  | PS                            |          |
| 2004-                                    | Marc Gaudet     | PR                            |          |
| les dades anteriors no són pas conegudes |                 |                               |          |
|                                          |                 |                               |          |

## Demografia
| A partir de 1990: Població sense dobles comptes |